# Élisabeth Boudreault
Pour les articles homonymes, voir Boudreault.
Élisabeth Boudreault, née en 1995, est une chanteuse lyrique soprano canadienne.

## Biographie
Élisabeth Boudreault naît en 1995 et réside durant sa jeunesse à Saint-Ambroise, au Québec. À l'âge de quinze ans, elle choisit de délaisser la chanson populaire pour la musique classique et le chant lyrique. Elle se forme à l'université McGill où elle suit l'enseignement d'Aline Kutan,,.
Dès l'âge de seize ans, elle se produit en public en interprétant le rôle de Lisa dans La sonnambula de Vincenzo Bellini. Elle interprète également de nombreux autres rôles de soprano d'opéra comme Sophie dans Werther de Jules Massenet, la grande prêtresse d'Aida de Giuseppe Verdi, Flora dans Le Tour d’écrou de Benjamin Britten, Frasquita dans Carmen de Georges Bizet, la Reine de la nuit, Pamina puis Papagena dans trois productions différentes de La Flûte enchantée de Wolfgang Amadeus Mozart, sœur Constance dans Dialogues des carmélites de Francis Poulenc, Servilia dans La clemenza di Tito de Mozart ou encore Gretel dans Hänsel und Gretel d'Engelbert Humperdinck,,.

## Répertoire
Bien qu'elle ait chanté dans des opéras couvrant de nombreuses époques, Élisabeth Boudreault a une affinité particulière pour la musique contemporaine.
Elle ne limite pas son répertoire à celui de l'opéra et chante également d'autres œuvres, comme Nuit de deuil (Trauernacht) d'après Jean-Sébastien Bach.

## Critiques
Dès 2016, certaines critiques notent que la jeune chanteuse « sort du lot ». En 2019, un critique estime que, dans l’interprétation de La clemenza di Tito, Élisabeth Boudreault est à une place trop réservée en Servilia, et que sa présence remarquée dans les récitatifs, invite à la « revoir dans un autre rôle ». En 2022, son interprétation de Pamina est qualifiée de « grande réussite ».

## Récompenses
Élisabeth Boudreault est notamment lauréate à quatre reprises du concours de musique du Canada, de la Vienna International Competition, du Wirth Vocal Prize.